# Lätiniidi
Lätiniidi is een plaats in de Estlandse gemeente Saaremaa, provincie Saaremaa. De plaats heeft de status van dorp (Estisch: küla) en heeft 5 inwoners (2021).
Tot in oktober 2017 lag de plaats in de gemeente Kihelkonna. In die maand ging Kihelkonna op in de fusiegemeente Saaremaa.
Lätiniidi ligt op het schiereiland Tagamõisa in het noordwesten van het eiland Saaremaa. Ten westen van de plaats ligt het meer Taugabe järv (16,4 ha).

## Geschiedenis
Lätiniidi ontstond pas rond 1900 als nederzetting op het landgoed van Tagamõisa en droeg toen de Russische naam Лятиніиди (Ljatiniidi). Tussen 1977 en 1997 hoorde de plaats bij het buurdorp Tagamõisa, dat toen Tagala heette.